# Isjaslaw
Isjaslaw (ukrainisch Ізяслав; russisch Изяслав, polnisch Zasław) ist eine Stadt in der Oblast Chmelnyzkyj der Ukraine mit 18.444 Einwohnern (2001). Sie liegt am Fluss Horyn und seinen Zuflüssen Ponora und Soscha, etwa 100 Kilometer nördlich der Oblasthauptstadt Chmelnyzkyj. Andere nichtoffizielle Schreibweisen für den Ort sind Saslaw/Заслав und Scheslaw/Жеслав. Bis Juli 2020 war sie das Verwaltungszentrum des gleichnamigen Rajons Isjaslaw.

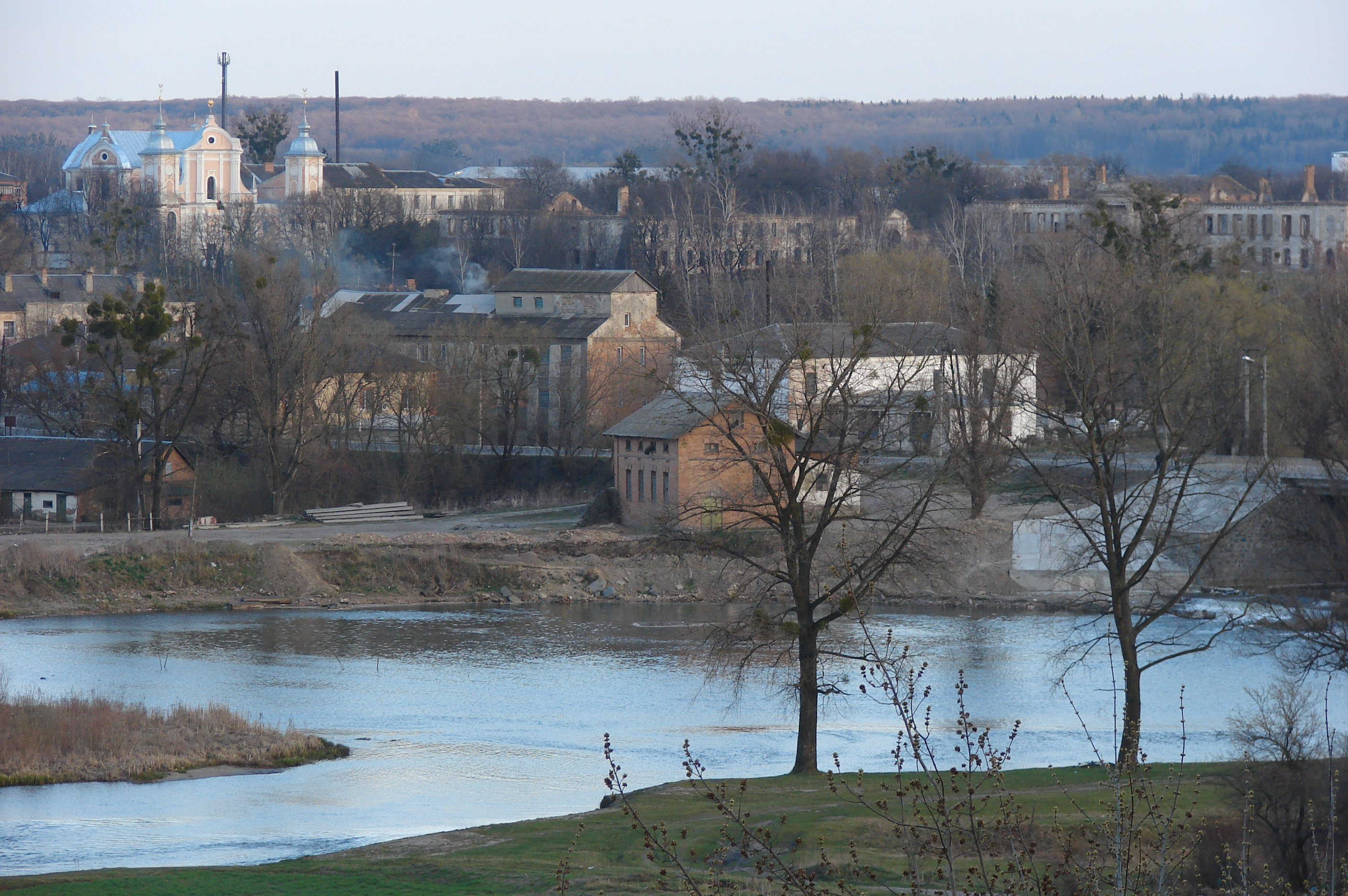
Blick auf die Neustadt von Isjaslaw

## Geschichte
Alt–Isjaslaw (Старий Заслав) als ältester Teil der Stadt liegt am linken Hochufer des Horyn und wurde 1386 erstmals erwähnt. Neu–Isjaslaw (Новий Заслав) auf der anderen Flussseite wurde 1589 erstmals erwähnt. Dieser Stadtteil wiederum wird durch den Ponora in das nördlich gelegene Seredmistja (Середмістя) und das südliche Majdan (Майдан) unterteilt.
Während des Chmelnyzkyj-Aufstands wurde Isjaslaw 1648 und 1650 zweimal verwüstet. 1685 wurde der Ort durch die Tataren niedergebrannt.
Vor dem Ersten Weltkrieg war der Ort Kreisstadt: Der Kreis (im Südteil des Gouvernements Wolhynien) hatte 3477 km² und 210.770 Einwohner. 1897 hatte die Stadt 12.688 Einwohner, 4 russisch-orthodoxe und zwei katholische Kirchen, ein katholisches Kloster, 3 Synagogen, 7 israelitische Betschulen, Eisengießerei, 4 Ziegeleien und zwei Ölmühlen, in Garnison lag das 128. russische Infanterie-Regiment „Starooskolski“. Nach dem Ersten Weltkrieg verblieb die Stadt bei Russland und wurde Teil der Sozialistischen Sowjet-Republik Ukraine.

## Sehenswürdigkeiten
- Burg Isjaslaw (15. Jahrhundert)

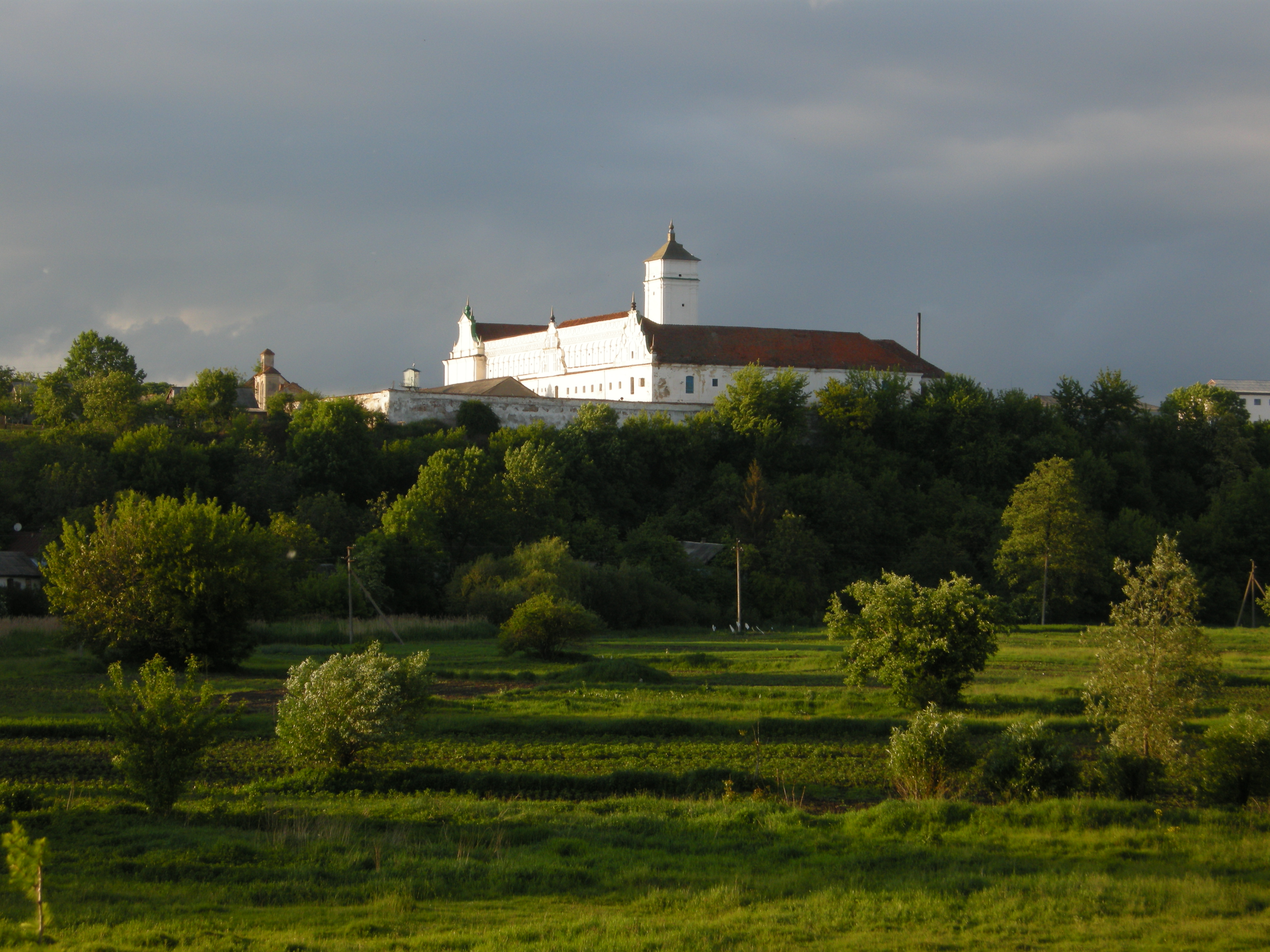
Bernhardinerkloster

- Neue Isjaslawer Burg (16. Jahrhundert)
- Kathedrale des Heiligen Johannes (1599)
- Bernhardinerkloster (17. Jahrhundert)
- Hofburg vom Fürst Sanguschko (1754)
- Kirche des Heiligen Joseph (1747)
- Große Synagoge (16. bis 17. Jahrhundert)
- Neustadtsynagoge (19. Jahrhundert)
- Gewandhaus – verloren (18. Jahrhundert)

## Verwaltungsgliederung
Am 12. Juni 2020 wurde die Stadt zum Zentrum der neugegründeten Stadtgemeinde Isjaslaw (Ізяславська міська громада/Isjaslawska miska hromada). Zu dieser zählen auch die 45 in der untenstehenden Tabelle aufgelisteten Dörfer, bis dahin bildete sie die gleichnamige Stadtratsgemeinde Isjaslaw (Ізяславська міська рада/Isjaslawska miska rada) im Osten des Rajons Isjaslaw.
Am 17. Juli 2020 kam es im Zuge einer großen Rajonsreform zum Anschluss des Rajonsgebietes an den Rajon Schepetiwka.
Folgende Orte sind neben dem Hauptort Isjaslaw Teil der Gemeinde:
| Name                     | Name         | Name                           |
| ukrainisch transkribiert | ukrainisch   | russisch                       |
| ------------------------ | ------------ | ------------------------------ |
| Bilewe                   | Білеве       | Белёво (Beljowo)               |
| Bilohorodka              | Білогородка  | Белогородка (Belogorodka)      |
| Bilotyn                  | Білотин      | Белотин (Belotin)              |
| Biltschyn                | Більчин      | Бельчин (Beltschin)            |
| Biltschynka              | Більчинка    | Бельчинка (Beltschinka)        |
| Bilyschynzi              | Білижинці    | Белижинцы (Belischinzy)        |
| Dibrowka                 | Дібрівка     | Дибровка (Dibrowka)            |
| Dwirez                   | Двірець      | Дворец (Dworez)                |
| Iwaniwka                 | Іванівка     | Ивановка (Iwanowka)            |
| Kaletynzi                | Калетинці    | Калетинцы (Kaletinzy)          |
| Kindratky                | Кіндратки    | Кондратки (Kondratki)          |
| Klubiwka                 | Клубівка     | Клубовка (Klubowka)            |
| Komyny                   | Комини       | Комины (Kominy)                |
| Krywoluka                | Криволука    | Криволука (Kriwoluka)          |
| Ljutarka                 | Лютарка      | Лютарка                        |
| Lopuschne                | Лопушне      | Лопушное (Lopuschnoje)         |
| Mokrez                   | Мокрець      | Мокрец                         |
| Mychlja                  | Михля        | Михля (Michlja)                |
| Mychniw                  | Михнів       | Михнов (Michnow)               |
| Mysljatyn                | Мислятин     | Мыслятин (Mysljatin)           |
| Netschajiwka             | Нечаївка     | Нечаевка (Netschajewka)        |
| Nowostaw                 | Новостав     | Новостав                       |
| Pidliszi                 | Підлісці     | Подлесцы (Podleszy)            |
| Piwnewa Hora             | Півнева Гора | Пивнева Гора (Piwnewa Gora)    |
| Pokoschtschiwka          | Покощівка    | Покощовка (Pokoschtschowka)    |
| Poliske                  | Поліське     | Полесское (Polesskoje)         |
| Pryputenka               | Припутенка   | Припутенка (Priputenka)        |
| Pryputni                 | Припутні     | Припутни (Priputni)            |
| Putrynzi                 | Путринці     | Путринцы (Putrinzy)            |
| Radoschiwka              | Радошівка    | Радошевка (Radoschewka)        |
| Rewucha                  | Ревуха       | Ревуха                         |
| Ripky                    | Ріпки        | Репки (Repki)                  |
| Rokytne                  | Рокитне      | Ракитное (Rakitnoje)           |
| Sabrid                   | Забрід       | Заброд (Sabrod)                |
| Sakruschzi               | Закружці     | Закружцы (Sakruschzy)          |
| Saritschtschja           | Заріччя      | Заречье (Saretschje)           |
| Sawadynzi                | Завадинці    | Завадинцы (Sawadinzy)          |
| Schtschuriwtschyky       | Щурівчики    | Шуровчики (Schtschurowtschiki) |
| Schtschuriwzi            | Щурівці      | Щуровцы (Schtschurowzy)        |
| Soschne                  | Сошне        | Сошное (Soschnoje)             |
| Subari                   | Зубарі       | Зубари                         |
| Topirtschyky             | Топірчики    | Топорчики (Toportschiki)       |
| Topory                   | Топори       | Топоры                         |
| Tyschewytschi            | Тишевичі     | Тышевичи (Tyschewitschi)       |
| Waskiwzi                 | Васьківці    | Васьковцы (Waskowzy)           |

## Persönlichkeiten
- Nathan Hannover (1610–1683), jüdischer Historiker und Kabbalist
- Jacob Sasslower (17. Jahrhundert), jüdischer Masoret
- Paolo Fontana (1696–1765), wolhynischer Architekt
- Christoph Schaffrath (1709–1763), deutscher Komponist, Cembalist und Musiktheoretiker
- Marian Dubiecki (1838–1926), Historiker, Politiker und Aktivist in der polnischen Nationalbewegung
- Jewhen Nakonetschnyj (1914–1988), Architekt
- Mychajlo Kowal (* 1956), Politiker und Offizier
- Dmytro Tschyhrynskyj (* 1986), Fußballspieler

## Städtepartnerschaften
Isjaslaw listet folgende vier Partnerstädte auf:
| Stadt             | Land               | seit |
| ----------------- | ------------------ | ---- |
| Brembate di Sopra | Lombardei, Italien | 2011 |
| Lowetsch          | Bulgarien          | 2012 |
| Ostrów Mazowiecka | Masowien, Polen    | 2011 |
| Powiat Ostrowski  | Masowien, Polen    |      |